# Kamilla Rachimova
Kamilla Stanislavovna Rachimova (in russo Камилла Станиславовна Рахимова?; Ekaterinburg, 28 agosto 2001) è una tennista russa.
Ha conquistato due titoli WTA in doppio, il primo al Phillip Island Trophy, il secondo all'Upper Austria Ladies Linz

## Carriera
Nel 2021, Kamilla ha conquistato due titoli WTA in doppio: il primo al Phillip Island Trophy di Melbourne con Ankita Raina, battendo in finale Blinkova/Potapova per [10-7] al super-tiebreak; il secondo, la russa lo ha ottenuto a Linz assieme a Natela Dzalamidze, superando Wang/Zheng nell'ultimo atto.
Nel 2022, Rachimova ha trovato a Bogotà la sua prima semifinale WTA (contro la futura campionessa Tatjana Maria).

## Statistiche WTA

### Doppio

#### Vittorie (3)
| Legenda              | Legenda |
| -------------------- | ------- |
| Grande Slam (0)      |         |
| Ori Olimpici (0)     |         |
| WTA Finals (0)       |         |
| WTA Elite Trophy (0) |         |
| Dal 2021             |         |
| WTA 1000 (0)         |         |
| WTA 500 (0)          |         |
| WTA 250 (3)          |         |

| N. | Data             | Torneo                           | Superficie  | Compagna          | Avversarie in finale              | Punteggio           |
| 1. | 19 febbraio 2021 | Phillip Island Trophy, Melbourne | Cemento     | Ankita Raina      | Anna Blinkova Anastasija Potapova | 2-6, 6-4, [10-7]    |
| 2. | 12 novembre 2021 | Austria Ladies Linz, Linz        | Cemento (i) | Natela Dzalamidze | Wang Xinyu Zheng Saisai           | 6-4, 6-2            |
| 3. | 7 aprile 2024    | Copa Colsanitas, Bogotà          | Terra rossa | Cristina Bucșa    | Anna Bondár Irina Chromačëva      | 7-6(5), 3-6, [10-8] |

#### Sconfitte (4)
| Legenda              |
| -------------------- |
| Grande Slam (0)      |
| Argenti Olimpici (0) |
| WTA Finals (0)       |
| WTA Elite Trophy (0) |
| Dal 2021             |
| WTA 1000 (0)         |
| WTA 500 (1)          |
| WTA 250 (3)          |

| N. | Data              | Torneo                         | Superficie  | Compagna           | Avversarie in finale                | Punteggio           |
| 1. | 25 luglio 2021    | Palermo Ladies Open, Palermo   | Terra rossa | Natela Dzalamidze  | Erin Routliffe Kimberley Zimmermann | 6(5)-7, 6-4, [4-10] |
| 2. | 24 aprile 2022    | Istanbul Cup, Istanbul         | Terra rossa | Natela Dzalamidze  | Marie Bouzková Sara Sorribes Tormo  | 3-6, 4-6            |
| 3. | 16 ottobre 2022   | Transylvania Open, Cluj-Napoca | Cemento (i) | Jana Sizikova      | Kirsten Flipkens Laura Siegemund    | 3-6, 5-7            |
| 4. | 15 settembre 2024 | Guadalajara Open, Guadalajara  | Cemento     | Oksana Kalašnikova | Anna Danilina Irina Chromačëva      | 6-2, 5-7, [7-10]    |

## Circuito WTA 125

### Singolare

#### Vittorie (1)
| N. | Data             | Torneo                            | Superficie | Avversaria in finale | Punteggio        |
| 1. | 7 settembre 2024 | Guadalajara 125 Open, Guadalajara | Cemento    | Tatjana Maria        | 6-3, 6(5)-7, 6-3 |

#### Sconfitte (1)
| N. | Data           | Torneo                     | Superficie | Avversaria in finale | Punteggio |
| 1. | 19 agosto 2023 | Golden Gate Open, Stanford | Cemento    | Wang Yafan           | 2-6, 0-6  |

### Doppio

#### Vittorie (2)
| N. | Data            | Torneo                   | Superficie  | Compagna             | Avversarie in finale              | Punteggio   |
| 1. | 23 ottobre 2022 | Open de Rouen, Rouen     | Cemento (i) | Natela Dzalamidze    | Misaki Doi Oksana Kalašnikova     | 6-2, 7-5    |
| 2. | 28 ottobre 2023 | Abierto Tampico, Tampico | Cemento     | Anastasija Tichonova | Sabrina Santamaria Heather Watson | 7-6(5), 6-2 |

#### Sconfitte (1)
| N. | Data           | Torneo               | Superficie  | Compagna          | Avversarie in finale         | Punteggio        |
| 1. | 10 luglio 2021 | Swedish Open, Båstad | Terra rossa | Tereza Mihalíková | Mirjam Björklund Leonie Küng | 7-5, 3-6, [5-10] |

## Statistiche ITF

### Singolare

#### Vittorie (8)
| Torneo $100.000 (0) |
| Torneo $80.000 (0)  |
| Torneo $60.000 (3)  |
| Torneo $25.000 (3)  |
| Torneo $15.000 (2)  |

| N. | Data             | Torneo                               | Superficie  | Avversaria in finale | Punteggio     |
| 1. | 17 febbraio 2019 | Shymkent Open, Şımkent               | Cemento (i) | Anastasija Tichonova | 6-2, 6-3      |
| 2. | 14 aprile 2019   | Shymkent Open, Şımkent               | Terra rossa | Tamara Curović       | 6-2, 7-5      |
| 3. | 28 aprile 2019   | Andijan Combined Event, Andijan      | Cemento     | Pranjala Yadlapalli  | 0-6, 6-1, 6-3 |
| 4. | 9 giugno 2019    | Fergana Women's, Fergana             | Cemento     | Valerija Jushčenko   | 6-1, 7-5      |
| 5. | 26 ottobre 2019  | Republican Girls, Istanbul           | Cemento (i) | Pemra Özgen          | 6-3, 5-7, 6-3 |
| 6. | 20 agosto 2022   | NYJTL Bronx Open, The Bronx          | Cemento     | Mirjam Björklund     | 6-2, 6-3      |
| 7. | 5 novembre 2022  | Engie Open Nantes Atlantique, Nantes | Cemento (i) | Wang Xinyu           | 6-4, 6-4      |
| 8. | 19 febbraio 2023 | Guanajuato Open, Irapuato            | Cemento     | Raluca Șerban        | 6-0, 1-6, 6-2 |

#### Sconfitte (3)
| Torneo $100.000 (0) |
| Torneo $80.000 (0)  |
| Torneo $60.000 (1)  |
| Torneo $25.000 (2)  |
| Torneo $15.000 (0)  |

| N. | Data              | Torneo                       | Superficie  | Avversaria in finale | Punteggio        |
| 1. | 1º settembre 2019 | Penza Cup, Penza             | Cemento     | Vitalija D'jačenko   | 4-6, 1-6         |
| 2. | 1º marzo 2020     | Winter Moscow Open, Mosca    | Cemento (i) | Ekaterina Kazionova  | 4-6, 6-1, 6(5)-7 |
| 3. | 2 maggio 2021     | Zagreb Ladies Open, Zagabria | Terra rossa | Anhelina Kalinina    | 1-6, 3-6         |

### Doppio

#### Vittorie (6)
| Torneo $100.000 (0) |
| Torneo $80.000 (0)  |
| Torneo $60.000 (2)  |
| Torneo $25.000 (2)  |
| Torneo $15.000 (2)  |

| N. | Data              | Torneo                    | Superficie  | Compagna        | Avversarie in finale                         | Punteggio        |
| 1. | 22 settembre 2018 | Shymkent Open, Şımkent    | Terra rossa | Anna Hertel     | Uljana Ajzatulina Anna Iakovleva             | 6-0, 7-6(0)      |
| 2. | 14 aprile 2019    | Shymkent Open, Şımkent    | Terra rossa | Vitalija Stamat | Eunhye Lee Sevil Yuldasheva                  | 6-3, 7-6(4)      |
| 3. | 31 agosto 2019    | Penza Cup, Penza          | Cemento     | Vlada Koval     | Anastasija Gasanova Ganna Poznichirenko      | 6-0, 6-3         |
| 4. | 14 settembre 2019 | Meitar Open, Meitar       | Cemento     | Sof'ja Lansere  | Anastasija Gasanova Valerija Strachova       | 4-6, 6-4, [10-3] |
| 5. | 22 febbraio 2020  | Zed Tennis Open, Il Cairo | Cemento     | Marta Kostjuk   | Paula Kania Anastasyja Šošjna                | 6-4, 6-2         |
| 6. | 29 febbraio 2020  | Winter Moscow Open, Mosca | Cemento (i) | Sof'ja Lansere  | Natela Dzalamidze Valentini Grammatikopoulou | 6-1, 3-6, [10-6] |

#### Sconfitte (3)
| Torneo $100.000 (0) |
| Torneo $80.000 (1)  |
| Torneo $60.000 (0)  |
| Torneo $25.000 (1)  |
| Torneo $15.000 (1)  |

| N. | Data           | Torneo                          | Superficie  | Compagna         | Avversarie in finale               | Punteggio        |
| 1. | 22 aprile 2018 | Tennis Organisation Cup, Adalia | Terra rossa | Kateřina Vanková | Haruna Arakawa Federica Bilardo    | 6-4, 4-6, [8-10] |
| 2. | 24 giugno 2018 | Fergana Women's, Fergana        | Cemento     | Sof'ja Lansere   | Aastasija Frolova Ekaterina Jašina | 1-6, 6(4)-7      |
| 3. | 20 luglio 2019 | President's Cup, Astana         | Cemento     | Vlada Koval      | Marie Bouzková Vivian Heisen       | 6(8)-7, 1-6      |

## Vittorie contro giocatrici Top 10
| Stagione | 2025 | Totale |
| Vittorie | 1    | 1      |

| #    | Giocatrice      | Ranking | Evento                      | Superficie | Turno | Punteggio     | Rank. KRR |
| ---- | --------------- | ------- | --------------------------- | ---------- | ----- | ------------- | --------- |
| 2025 |                 |         |                             |            |       |               |           |
| 1.   | Jasmine Paolini | 5       | Torneo di Wimbledon, Londra | Erba       | 2T    | 4-6, 6-4, 6-4 | 80        |